# Тоні Ллойд
Тоні Ллойд (англ. Anthony Joseph Lloyd; 25 лютого 1950 — 17 січня 2024) — політик Лейбористської партії (Велика Британія). На посаду депутата Палати громад від виборчого округу Рочдейл був обраний у 2017 році. У 1983—1997 роках обіймав посаду депутата по виборчому округу Стретфорд. Після цього був депутатом Палати громад від Центрального Манчестера до 2012 року. У 2012—2017 роках обіймав посаду Великого комісара Манчестера по поліції і злочинності, у 2015—2017 роках виконував обов'язки Мера Великого Манчестера.
У 2018—2020 роках також обіймав посаду Тіньового секретаря у справах Північної Ірландії, поки не покинув її 28 квітня 2020 року, щоб приділяти більше часу на реабілітацію від захворювання COVID-19.
15 лютого 2021 року взяв шефство над Дар'єю Чульцовою, білоруською політичною бранкою.